# Usviati
Usviati (en rus: Усвяты) és un poble (un possiólok) de l'óblast de Pskov, a Rússia, segons el cens del 2021 tenia 2.671 habitants. És el centre administratiu del districte (raion) homònim.